# Polyplax gracilis
Polyplax gracilis – gatunek wszy z rodziny Polyplacidae. Powoduje wszawicę. Pasożytuje na badylarce (Micromys minutus).
Wszy te mają ciało silnie spłaszczone grzbietowo-brzusznie. Samica składa jaja zwane gnidami, które są mocowane specjalnym "cementem" u nasady włosa. Rozwój osobniczy trwa po wykluciu się z jaja około 14 dni. Pasożytuje na skórze. Występuje na terenie Europy.